# Nate Hobbs
Pour les articles homonymes, voir Hobbs.
(en) Statistiques sur pro-football-reference
Nate Hobbs, né le 24 juin 1999 à Louisville au Kentucky, est un sportif professionnel américain de football américain jouant au poste de cornerback dans la National Football League (NFL) depuis la saison 2021 et pour la franchise des Packers de Green Bay depuis 2025.
Auparavant, il a joué au niveau universitaire pendant quatre saisons au sein de la NCAA Division I FBS pour le Fighting Illini de l'université de l'Illinois à Urbana-Champaign avant d'être sélectionné en 167e choix global lors du 5e tour de la draft 2021 de la NFL par la franchise des Raiders de Las Vegas. Il y reste quatre saisons avant de rejoindre les Packers en 2025.
Chez les Raiders, ses performances au cours de sa première saison professionnelle lui permettent d'être sélectionné dans l'équipe des meilleur rookies de la NFL en compagnie de son coéquipier Trevon Moehrig. Il est un des huit joueurs de cette sélection à ne pas avoir pas été choisi lors du premier tour de la draft.
Le 3 janvier 2022, Hobbs est arrêté pour conduite sous influence à Las Vegas.